# 윤한민 (배우)
윤한민(1988년 ~ )은 대한민국의 영화감독이다.

## 학력
- 단국대학교 연극영화과

## 출연 작품

### 영화
- 《그렌델》 (2017년) - 한준 역
- 《깡치》 (2016년) - 성록 역

### 드라마
- 《송곳》 (2015년) - 육사생도 역

### 뮤지컬
- 《더 초콜릿》 (2014년) - 맹삼룡 역
- 《고흐즈》 (2014년) - 고흐 역

### 연극
- 《갈매기 - 낯선이야기》 (2014년) - 조현수 역
- 《늦게 핀 꽃》 (2014년) - 아돌포비치 변호사 가정부 역
- 《셰익스피어 이야기》 (2012년) - 햄릿 역

### 광고
- 메가스터디
- 한국공인회계사
- 오페라하우스